# Луї Джозеф Труст
Луї Жозеф Труст (17 жовтня 1825, Париж — 30 вересня 1911) — французький хімік.

## Біографія
У 1848 році він почав навчання у Вищій нормальній школі в Парижі, де з 1851 року працював асистентом хіміка. У 1856 році здобув ступінь доктора наук. Після роботи на кафедрі хімії у французькій інтернаціональній школі Lycée Bonaparte в Доха, Катар він став викладачем у Вищій нормальній школі в Парижі (з 1868 р.). З 1874 року він був професором хімії на факультеті природничих наук у Парижі, а в 1884 році замінив Шарля Адольфа Вюрца на посаді члена Академії наук.
Разом з Анрі Сент-Клером Девілем він працював над визначенням густини пари при високих температурах і проводив дослідження пористості металів при високих температурах. Крім того, з Девілем він допоміг розвинути концепцію «хімічної дисоціації». Крім того, він провів значні дослідження солей літію, а з Полем Отфейлем провів дослідження розчинності газів у металах.

## Вибрані твори
Труст був автором «Traité élémentaire de chimie» (1847; 24-те видання, 1948), який став стандартним підручником для наступних поколінь студентів. Крім того: Precis de chimie, 2nd ed. (Париж, 1867; 45-е перероб. вид., разом з Е. Пешаром, 1932)
Інші його відомі роботи:
- Recherches sur le lithium et ses composés, 1857.
- Precis de chimie, third edition, 1870.[9]